# 內維利尼察河
内維利尼察河（烏克蘭語：Невільниця），是烏克蘭西南部的河流，屬於傑列格盧伊河的右支流。該河流經切爾尼夫齊州的切爾尼夫齊區，河道全長10公里，流域面積36.1平方公里。